# Număr Internațional de Cont Bancar

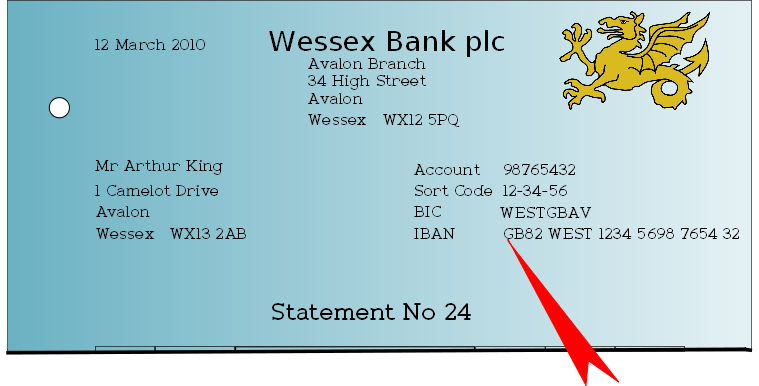
Un antet tipic al unui extras de cont bancar britanic (de la o bancă fictivă), care indică locația IBAN-ului contului.

Numărul Internațional de Cont Bancar, prescurtat IBAN (din engleză International Bank Account Number), este un sistem standardizat la nivel internațional pentru identificarea conturilor bancare în tranzacțiile transfrontaliere, facilitând procesarea acestora și reducând riscul erorilor de transcriere. Prin structura sa uniformă, IBAN permite verificarea automată a validității contului, minimizând erorile rezultate din introducerea manuală a datelor și îmbunătățind eficiența procesării plăților.
A fost inițial adoptat de Comitetul European pentru Standarde Bancare (ECBS) și, din 1997, a devenit standardul internațional ISO 13616 sub egida Organizației Internaționale de Standardizare (ISO). Versiunea actuală, ISO 13616:2020, desemnează Societatea pentru Telecomunicații Financiare Interbancare Mondiale (SWIFT) drept administrator oficial al registrului IBAN. Dezvoltat inițial pentru a facilita plățile în Uniunea Europeană, IBAN a fost implementat în majoritatea țărilor europene și în numeroase alte jurisdicții care interacționează frecvent cu sistemele bancare europene, inclusiv în Orientul Mijlociu și Caraibe. Până în iulie 2024, 88 de țări utilizau sistemul IBAN. Totuși, unele state, precum Statele Unite și Canada, nu au adoptat acest sistem, bazându-se în schimb pe propriile metode de identificare a conturilor pentru tranzacțiile internaționale, cum ar fi codurile SWIFT și numerele de rutare bancară.
Un IBAN poate conține până la 34 de caractere alfanumerice, structurate astfel: un cod de țară, două cifre de control și un identificator național, care include numărul de cont bancar, codul băncii și, dacă este cazul, informații suplimentare de rutare. Cifrele de verificare permit detectarea erorilor comune, cum ar fi introducerea incorectă sau incompletă a numerelor, asigurând validarea corectitudinii contului înainte de procesarea unei tranzacții.
În tranzacțiile internaționale, IBAN este adesea utilizat împreună cu codul de identificare bancară (BIC/SWIFT), ambele fiind necesare pentru transferuri transfrontaliere, contribuind la o procesare mai sigură și mai eficientă a plăților.

## Context
Înainte de introducerea IBAN, diferențele dintre standardele naționale pentru identificarea conturilor bancare (inclusiv codurile băncii, sucursalei, de rutare și numărul de cont) generau confuzii și erori în procesarea plăților internaționale. Acest lucru ducea frecvent la omisiunea unor informații esențiale de rutare, ceea ce provoca întârzieri și costuri suplimentare pentru băncile plătitoare, beneficiari și instituțiile intermediare implicate în transferuri.
Standardul ISO 9362 (cunoscut și sub denumirile Cod de Identificare Bancară/Business Identifier Code – BIC, SWIFT ID, cod SWIFT sau SWIFT-BIC) era utilizat pentru identificarea instituțiilor financiare, însă nu impunea un format uniform pentru identificarea conturilor bancare. Astfel, detaliile tranzacțiilor depindeau de acordurile dintre părțile implicate, iar absența unui mecanism de verificare a numerelor de cont făcea imposibilă detectarea automată a erorilor de transcriere înainte de inițierea plății. Această lipsă de standardizare ducea la probleme de interoperabilitate între diferite sisteme bancare, afectând eficiența tranzacțiilor transfrontaliere. 
Pentru a remedia aceste probleme, Organizația Internațională de Standardizare (ISO) a publicat în 1997 standardul ISO 13616:1997. Totuși, această versiune oferea un grad ridicat de flexibilitate, ceea ce a determinat Comitetul European pentru Standarde Bancare (ECBS) să considere că ar fi dificil de implementat în practică. În consecință, ECBS a propus o variantă simplificată, care, printre altele, permitea doar utilizarea literelor majuscule și impunea o lungime fixă a IBAN pentru fiecare țară. Standardul ISO 13616:1997 a fost ulterior retras și înlocuit cu ISO 13616:2003. În 2007, standardul a fost revizuit și divizat în două părți:
- ISO 13616-1:2007 definește elementele unui IBAN, necesare pentru procesarea eficientă a tranzacțiilor internaționale, însă nu reglementează aspecte precum proceduri interne, organizarea fișierelor sau metode de stocare a datelor.[6]
- ISO 13616-2:2007 desemnează Autoritatea de Înregistrare (Registration Authority – RA) responsabilă pentru gestionarea registrului formatelor IBAN conforme cu ISO 13616-1, precum și procedurile aferente înregistrării acestora.[7]

Conform ISO 13616-2:2007, registratorul oficial IBAN este SWIFT.
IBAN asigură un format standardizat, dar flexibil, pentru identificarea conturilor bancare și include elemente de validare pentru prevenirea erorilor de transcriere. Cifrele de control integrate în IBAN sunt validate prin algoritmul Modulus 97-10, permițând detectarea automată a erorilor înainte de inițierea plății. Acest mecanism reduce necesitatea intervenției manuale și accelerează procesarea tranzacțiilor. Standardizarea IBAN a eliminat numeroase bariere tehnice și operaționale, facilitând interoperabilitatea între diferite sisteme bancare.
IBAN conține toate informațiile necesare pentru rutarea unei plăți între instituțiile financiare, indiferent de jurisdicție. Structura sa include codul de țară, codurile instituției de credit și ale sucursalei (denumite "sort codes" în Regatul Unit și Irlanda), precum și numărul de cont bancar.
În Spațiul Unic de Plăți în Euro (SEPA), IBAN este un element fundamental care asigură procesarea rapidă și eficientă a transferurilor în euro, reducând costurile asociate plăților transfrontaliere și standardizând regulile de transfer între statele participante. IBAN este esențial și pentru SEPA Instant Credit Transfer (SCT Inst), sistem care permite plăți instantanee între conturi bancare din Uniunea Europeană și alte state participante.
Deși IBAN a fost inițial dezvoltat pentru utilizare în Europa, el a fost adoptat și de numeroase țări din afara SEPA, inclusiv în Orientul Mijlociu, Caraibe și alte piețe financiare internaționale, devenind un standard global pentru identificarea conturilor bancare. În prezent, IBAN este utilizat împreună cu codul de identificare bancară (BIC/SWIFT) pentru a facilita transferurile internaționale, contribuind astfel la siguranța și eficiența sistemelor de plăți globale.

## Structură
IBAN poate conține până la 34 de caractere alfanumerice, cu următoarea structură:
- Codul de țară conform standardului ISO 3166-1 alpha-2⁠(d) – două litere,
- Cifrele de control – două cifre utilizate pentru validarea IBAN-ului,
- Numărul de cont bancar de bază (BBAN – Basic Bank Account Number) – până la 30 de caractere alfanumerice, al căror format și structură sunt reglementate de autoritățile naționale de reglementare bancară, și care variază în funcție de reglementările locale.[2]

Cifrele de control reprezintă suma de control a numărului de cont bancar și sunt calculate folosind algoritmul Modulus 97-10, permițând sistemelor bancare să verifice automat corectitudinea IBAN-ului și să prevină erorile de transcriere înainte ca tranzacția să fie procesată.Aceasta validare matematică contribuie la reducerea erorilor de introducere și îmbunătățește securitatea plăților.
Pentru a facilita citirea de către utilizatori, IBAN-urile sunt, de obicei, afișate în grupuri de câte patru caractere, separate prin spații, cu excepția ultimului grup, care poate avea o lungime variabilă, așa cum se observă în exemplele de mai jos. Totuși, în formatul electronic, spațiile sunt omise. În documentele tipărite sau extrasele de cont, IBAN-ul este prezentat cu spații pentru o lectură mai ușoară, în timp ce în formularele online și API-urile bancare, IBAN-ul este utilizat fără spații. În anumite țări, IBAN-ul urmează un format diferit, și anume: Burundi (grupare: 4, 5, 5, 11, 2), Egipt (fără spații), Libia (grupare: 4, 3, 3, 15) și El Salvador (grupare: 2, 2, 4, 20).
| Format lizibil pentru utilizatori | IE64 IRCE 9205 0112 3456 78 |
| Format electronic (fără spații)   | IE64IRCE92050112345678      |

| Format lizibil pentru utilizatori | BI13 20001 10001 00001234567 89 |
| Format electronic (fără spații)   | BI1320001100010000123456789     |

Caracterele permise în IBAN sunt cifrele de la 0 la 9 și literele majuscule ale alfabetului latin (A-Z). Această regulă se aplică inclusiv în țările în care aceste caractere nu sunt utilizate în limba națională (de exemplu, Grecia).

### Numărul de Cont Bancar de Bază (BBAN)
Formatul Numărului de Cont Bancar de Bază (BBAN – Basic Bank Account Number) este stabilit de banca centrală națională sau autoritatea de plăți desemnată a fiecărei țări, iar fiecare țară își definește propriul format BBAN, adaptat infrastructurii bancare naționale. Acesta variază semnificativ între țări. Autoritatea națională poate înregistra formatul BBAN la SWIFT, dar nu este obligatoriu. De asemenea, țările pot adopta IBAN fără a-l înregistra. SWIFT este autoritatea de înregistrare pentru sistemul SWIFT, utilizat de majoritatea țărilor care nu au adoptat IBAN. O diferență esențială între cele două sisteme este că, în cadrul SWIFT, nu există cerința ca BBAN-urile utilizate într-o țară să aibă o lungime predefinită.
BBAN trebuie să aibă o lungime fixă pentru fiecare țară și să conțină caractere alfanumerice, indiferent de majuscule sau minuscule. Acesta include numărul de cont bancar național, identificatorul sucursalei și, dacă este necesar, informațiile de rutare. Fiecare țară poate adopta un sistem propriu de rutare și numărare a conturilor, cu un maximum de 30 de caractere alfanumerice. În general, BBAN este utilizat pentru plăți interne, în timp ce IBAN este folosit pentru plăți internaționale.

### Cifrele de control
Cifrele de control permit băncii expeditoare (sau clientului acesteia) să efectueze o verificare rapidă a destinației de rutare și a numărului de cont dintr-un singur șir de date la momentul introducerii acestora. Aceste cifre sunt esențiale pentru asigurarea integrității numărului de cont bancar, deoarece orice eroare sau modificare a secvenței de caractere va invalida tranzacția. Verificarea detectează rapid erorile, cum ar fi caractere omise, duplicate, greșit introduse sau transpoziții între două caractere, sporind astfel securitatea tranzacțiilor. 

## Procesare
Unul dintre obiectivele principale în proiectarea IBAN a fost să permită validarea cât mai detaliată a datelor chiar în momentul introducerii acestora. În mod particular, aplicațiile care procesează un IBAN vor putea valida următoarele:
- Codul de țară
- Lungimea numărului de caractere din IBAN, conform specificațiilor pentru codul de țară
- Formatul BBAN (Numărul de Cont Bancar de Bază), care reprezintă secțiunea națională a IBAN, definit conform reglementărilor fiecărei țări
- Compatibilitatea dintre numărul de cont, codul băncii și codul de țară cu cifrele de control

BBAN reprezintă componenta națională a IBAN și este definită în conformitate cu reglementările fiecărei țări. Cifrele de control sunt calculate utilizând algoritmul MOD-97-10, conform standardului ISO/IEC 7064:2003 (abreviat mod-97 în acest articol), care stabilește un sistem de verificare a caracterelor, destinat să protejeze șirurile de date de erori de copiere sau introducere manuală. În mod special, standardul permite detectarea următoarelor erori:
- Erorile de substituție unică (înlocuirea unui singur caracter cu altul, de exemplu 4234 în loc de 1234)
- Erorile de transpunere locală unică (inversarea a două caractere, fie adiacente, fie separate de un caracter, de exemplu 12354 sau 12543 în loc de 12345)
- Erorile de deplasare (deplasarea întregului șir de caractere spre stânga sau spre dreapta)
- O proporție semnificativă a erorilor de substituție dublă (două erori separate de substituție unică în același șir, de exemplu 7234587 în loc de 1234567)
- O proporție semnificativă a altor tipuri de erori

Principiul de bază al IBAN prevede ca instituția de credit care administrează contul să emită un IBAN, deoarece pot exista situații în care, din aceleași date de cont și sucursală, se pot genera mai multe IBAN-uri valabile, care îndeplinesc cerințele de validare standard. În anumite cazuri, când 00 este o cifră de control validă, 97 nu va fi acceptată, iar atunci când 01 este o cifră de control validă, 98 nu va fi acceptată, și acest pattern se aplică și pentru 02 și 99. Aceste incompatibilități se datorează algoritmului matematic care garantează unicitatea și validitatea IBAN-ului.
Validarea IBAN ajută la prevenirea erorilor în tranzacțiile internaționale și la asigurarea că plățile sunt corect procesate, evitând astfel problemele legate de date incorecte.
UN CEFACT TBG5 (Grupul Tehnic de Afaceri 5 al UN CEFACT) este un grup de lucru din cadrul Centrului Națiunilor Unite pentru Facilitarea Comerțului și Afaceri Electronice, responsabil de dezvoltarea standardelor pentru schimbul electronic de date și afaceri. Acesta a publicat un serviciu gratuit de validare IBAN în 32 de limbi pentru cele 57 de țări care au adoptat standardul IBAN. În plus, au publicat și codul sursă JavaScript al algoritmului de validare.
Un verificator IBAN în limba engleză pentru conturile bancare din țările membre ECBS (Centrul European pentru Servicii Bancare) este disponibil pe site-ul lor oficial. Aceste țări sunt cele care fac parte din cadrul organizației ECBS, un grup de state europene care colaborează pentru standardizarea și reglementarea sistemelor financiare, inclusiv în ceea ce privește implementarea și validarea IBAN.